# Chlorodrepana pauliani
Chlorodrepana pauliani es una especie de polilla de la familia Geometridae. La especie fue descrita por primera vez por Claude Herbulot habiendo sido descrita en 1972, con distribución en Costa de Marfil. El holotipo de la especie fue descrita en el sur de Yapo, a 22 kilómetros (13,7 mi) al sur de Agboville.

## Descripción
Las crestas abdominales se ven presentes en el segundo, tercero, cuarto y quinto segmento abdominales, estando bien desarrollada la cresta del segundo segmento. Los palpos y la frente son de color marrón oscuro. Vértice abdominal es blanco cremoso.